# Ernst Peterson-Särgava
Ernst Peterson-Särgava (bis 1935 Ernst Peterson, auch Karl Ernst Petersen; * 17. Apriljul. / 29. April 1868greg. in Vana-Vändra; † 12. April 1958 in Tallinn) war ein estnischer Schriftsteller.

## Leben
Ernst Peterson war der Sohn eines Lehrers und lernte zunächst bei seinem Vater. Von 1878 bis 1883 ging er in Vändra und Tori zur Schule, anschließend unterstützte er drei Jahre lang seinen Vater im Schuldienst. In den Jahren 1886–1889 studierte er am russischsprachigen Lehrerseminar in Tartu. Von 1889 bis 1891 war er Hilfslehrer an der Kreisschule in Vändra, ab 1891 Lehrer in Sindi. Es folgten weitere jeweils mehrjährige Anstellungen an verschiedenen Schulen in Estland. Von 1906 bis nach dem Zweiten Weltkrieg war er als Estnischlehrer in Tallinn tätig.

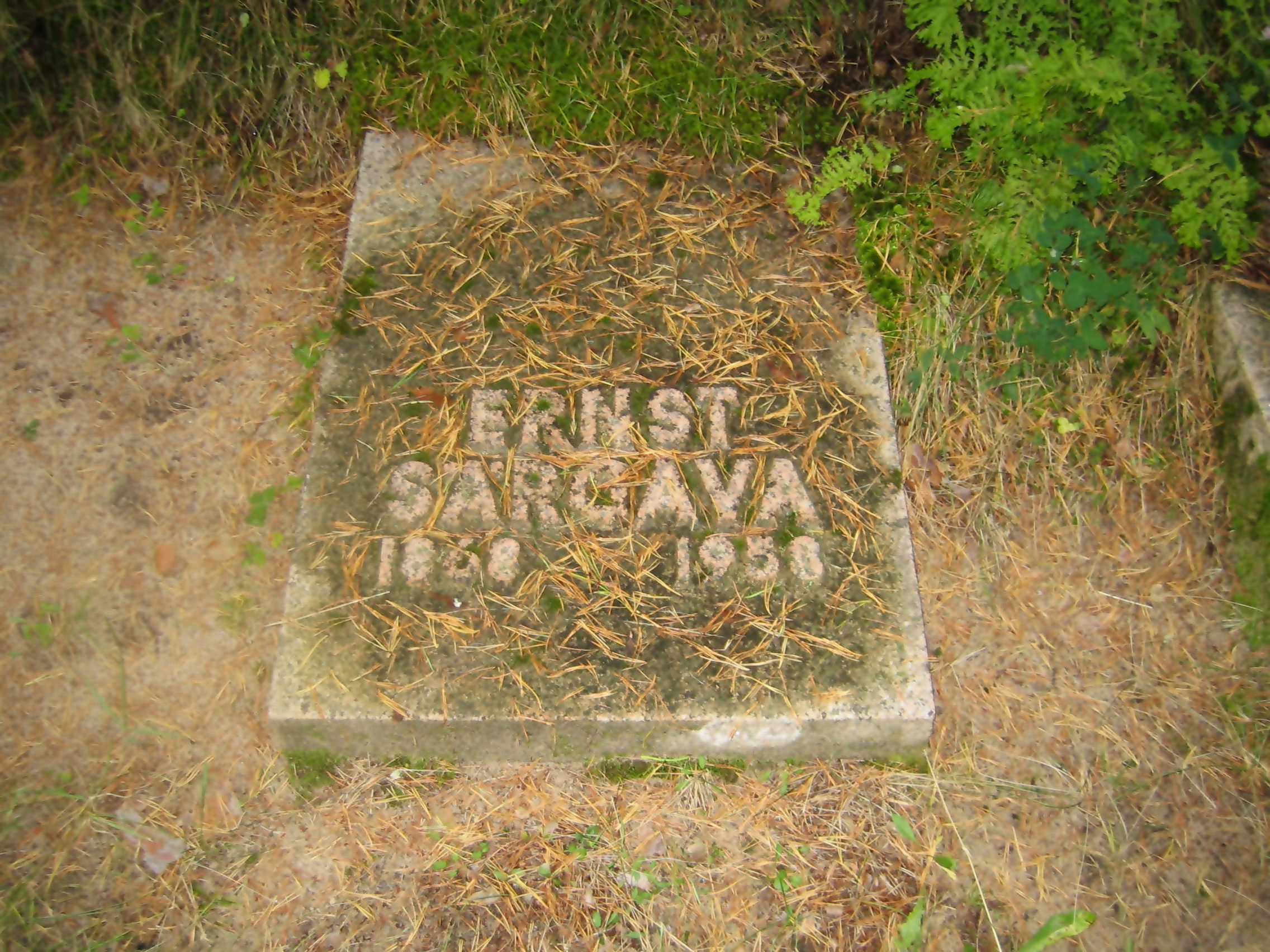
Ernst Peterson-Särgavas Grab auf dem Waldfriedhof Tallinn

Daneben engagierte sich Peterson auch politisch. Er war mehrmals Abgeordneter im Stadtrat von Tallinn (1907–1918, 1930–1933) und wurde 1938 in die Staatsversammlung (estn. Riigivolikogu) gewählt. Den Schriftstellernamen Särgava nahm er 1935 an, nach dem Namen eines Hofes seiner Vorfahren in der Gegend von Vändra.

## Literarisches Werk
Peterson-Särgava wurde in seiner Schulzeit geprägt von den Schriften Carl Robert Jakobsons, den er auch mehrmals persönlich traf, da er ein Bekannter seines Vaters war. So ist das soziale Engagement zu erklären, das für sein späteres Werk charakteristisch ist. Seine ersten Publikationen waren jedoch Gedichte und Übersetzungen, die ab 1887 in der Zeitung Olevik ('Gegenwart') erschienen.
Auch Peterson-Särgavas erste eigenständige allegorische Erzählung Nälg ('Hunger') erschien in Olevik (1890). Sein erstes Buch publizierte der Autor 1895. Bald danach legte er seine wichtigste Publikation vor, eine Reihe von nüchtern-realistischen, teilweise naturalistischen Erzählungen, die ursprünglich als Jahrbuch geplant war, über drei Lieferungen aber nicht hinauskam (Geschwüre, 1899–1901). In diesem mit einem symbolträchtigen Titel versehenen Zyklus gelingt es dem Autor, ohne jegliche Beschönigung die unübersehbaren Schattenseiten der Gegenwartsgesellschaft darzustellen. Er behandelt hier die Ausbeutung der Bauern durch den Gutsherrn (in Lebensgeschichte eines Ochsen), die Heuchelei der Pfarrer, die das Elend der Landbevölkerung mit deren Gottlosigkeit erklären wollen (in Die Körnerkrankheit), oder die zweifelhafte Rolle der Küster (in Gott zum Ruhme). Damit wurde Ernst Peterson-Särgava zu einem wichtigen Vertreter des frühen kritischen Realismus in Estland. In dieser Strömung war er neben Eduard Vilde „vermutlich die auffälligste Erscheinung.“
Mit Eduard Vilde ist Peterson-Särgava anfangs häufig verglichen worden, insbesondere in einem ausführlichen Essay von Friedebert Tuglas (1909). Dass Peterson-Särgava hier sehr kritisch beurteilt wurde, kränkte den Autor. Dies mag ein Grund dafür sein, dass er mit zunehmendem Alter weniger veröffentlichte und sich seiner pädagogischen Arbeit widmete. In diesem Bereich verfasste er zahlreiche Schulbücher.
Außerdem publizierte Peterson-Särgava einige Theaterstücke und Märchenbücher. Am Ende seines Lebens widmete er sich einem großangelegten historischen Roman über die 1840er- und 1850er-Jahre, den er jedoch nicht mehr vollenden konnte. Er wurde postum von Olev Jõgi herausgegeben (Gehen wir in die Stadt zu schreiben, unser Leben zu erleichtern, 1968).

## Auszeichnungen
- 1957 Volksschriftsteller der ESSR

## Schriften
- Ei iialgi! ('Niemals!'). Rakvere: N. Erna 1895. 270 S.
- Paised 1-3 ('Geschwüre 1-3'). Rakvere: N. Erna 1899-1901. 94 + 120 + 81 S.
- Rahva-valgustaja ('Der Volksaufklärer'). Jurjev: Uudised 1904. 237 S.
- Elsa ('Elsa'). Tallinn: M. Schiffer 1907. 100 S.
- Ennemuistsed jutud lastele ('Märchen für Kinder'). Tallinn: E. Peterson 1909. 16 S.
- Ennemuistsed jutud Reinuvaderist rebasest ('Märchen von Reineke Fuchs'). Tallinn: E. Peterson 1911. 95 S.
- Jutustused ('Erzählungen'). Tallinn: Mõte 1916. 205 S.
- Sõnajala õis. Näidend 3 waatuses ('Die Blüte des Farns. Schauspiel in drei Akten'). Tallinn: Eestimaa Kooliõpetajate VA Selts 1920. 112 S.
- Uus miniister. Näidend 3 waatuses ('Der neue Minister. Schauspiel in drei Akten'). Tallinn: Kool 1922. 98 S.
- Kogutud teosed 1-3 ('Gesammelte Werke 1-3'). Tartu, Tallinn: Loodus 1938-1939. 552 + 530 + 559 S.
- Lähme linna kirjutama, oma elu kergendama 1-2 ('Gehen wir in die Stadt zu schreiben, unser Leben zu erleichtern'). Tallinn: Eesti Raamat 1968. 559 + 583 S.

## Sekundärliteratur
- Friedebert Tuglas: Eduard Wilde ja Ernst Peterson in: Noor-Eesti III. Tartu: Noor-Eesti 1909, S. 113–194.
- V. Alto: Ernst Petersoni elu ja looming. Tartu: Loodus 1934. 22 S. (Keel ja Kirjandus 9)
- Paul Ambur: Ernst Särgava loomingu probleemistikust. Tartu / Tallinn: Kirjastus osaühisus 'Loodus' 1939. 248 S.
- Richard Alekõrs: E. Peterson-Särgava. Elu ja looming. Tallinn: Eesti Riiklik Kirjastus 1963. 163 S. (Eesti kirjamehi)